# Naturschutzgebiet Im Sümpfel

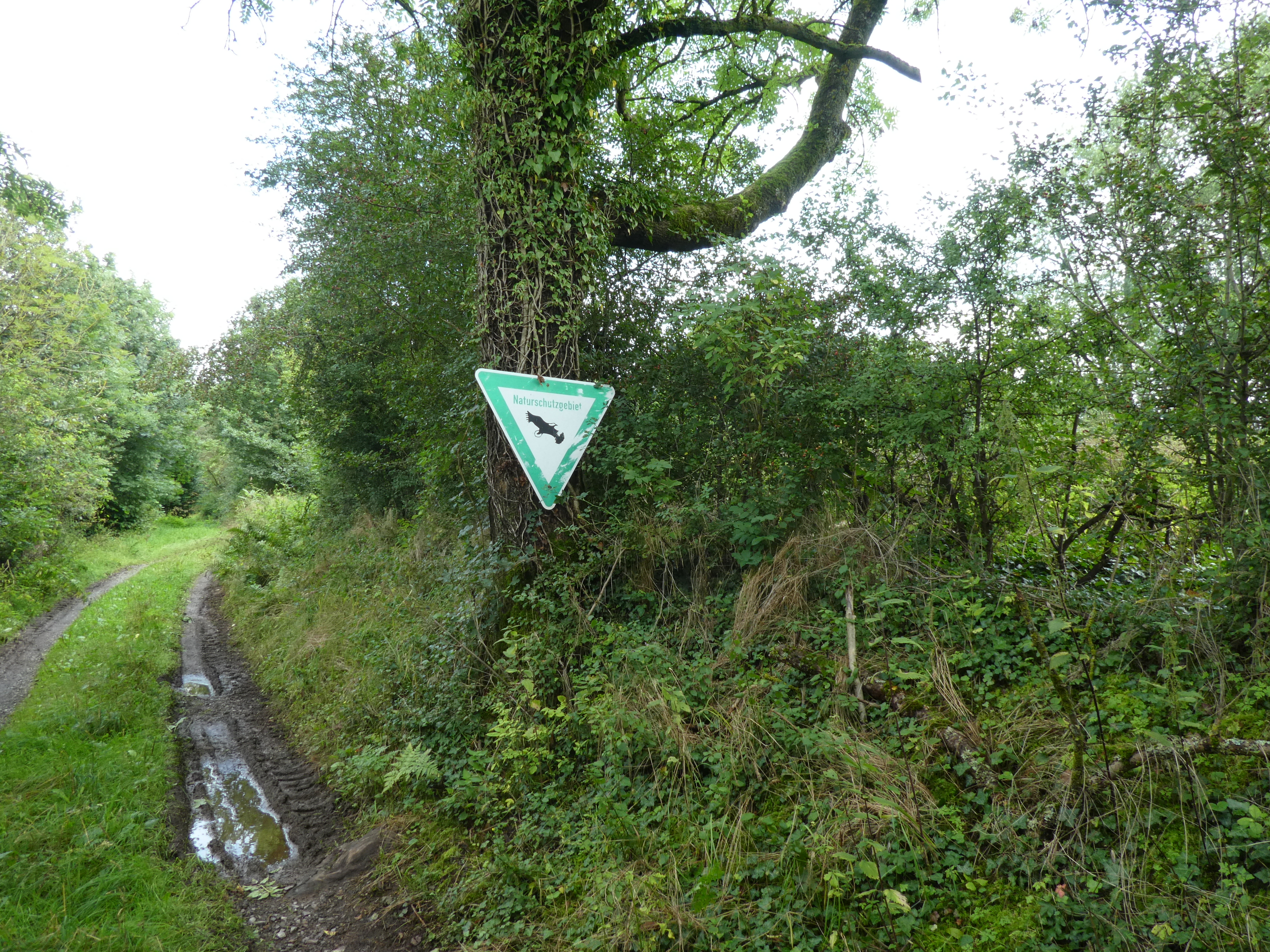
Naturschutzgebiet Im Sümpfel

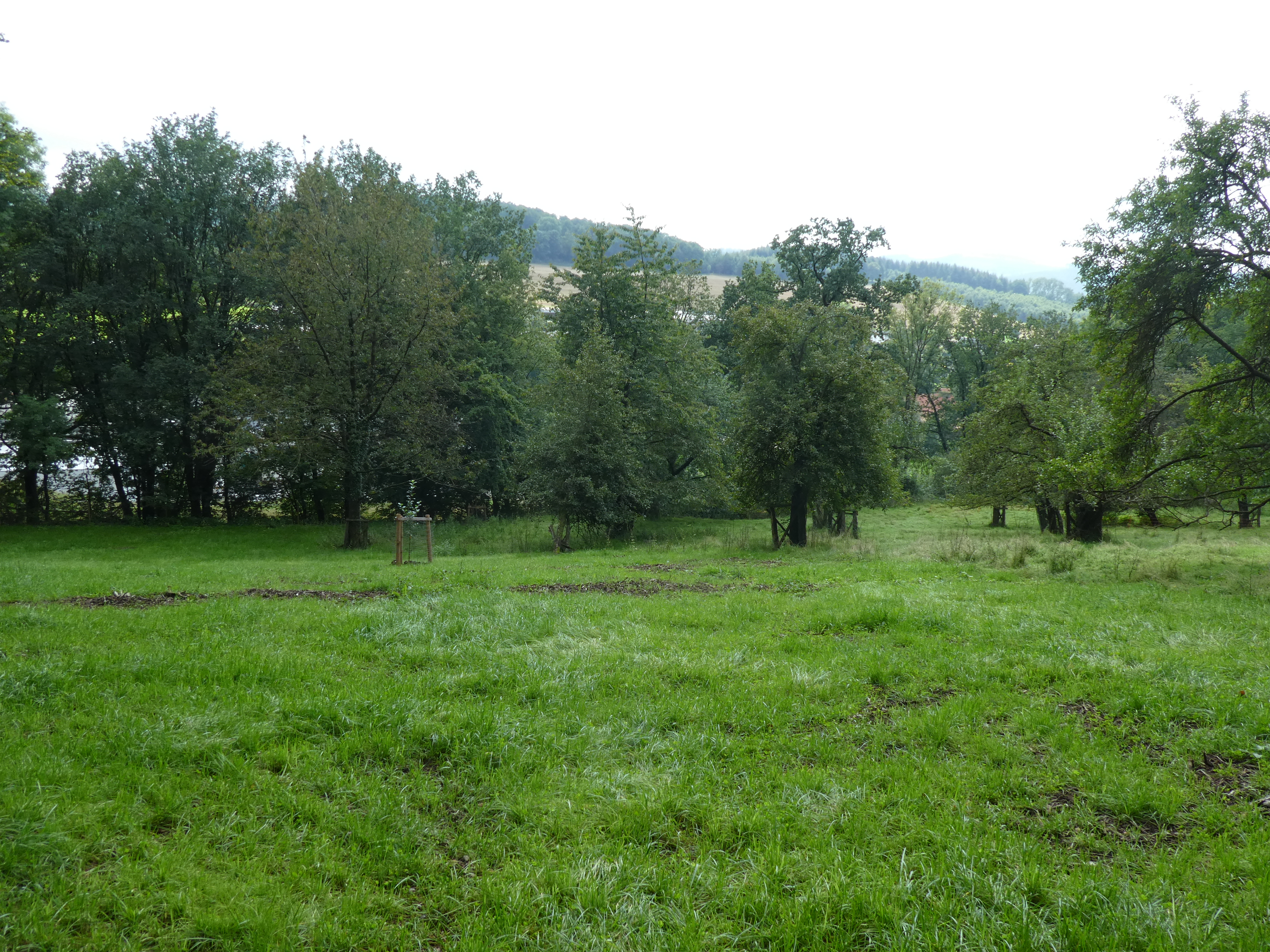
Obstwiese im NSG

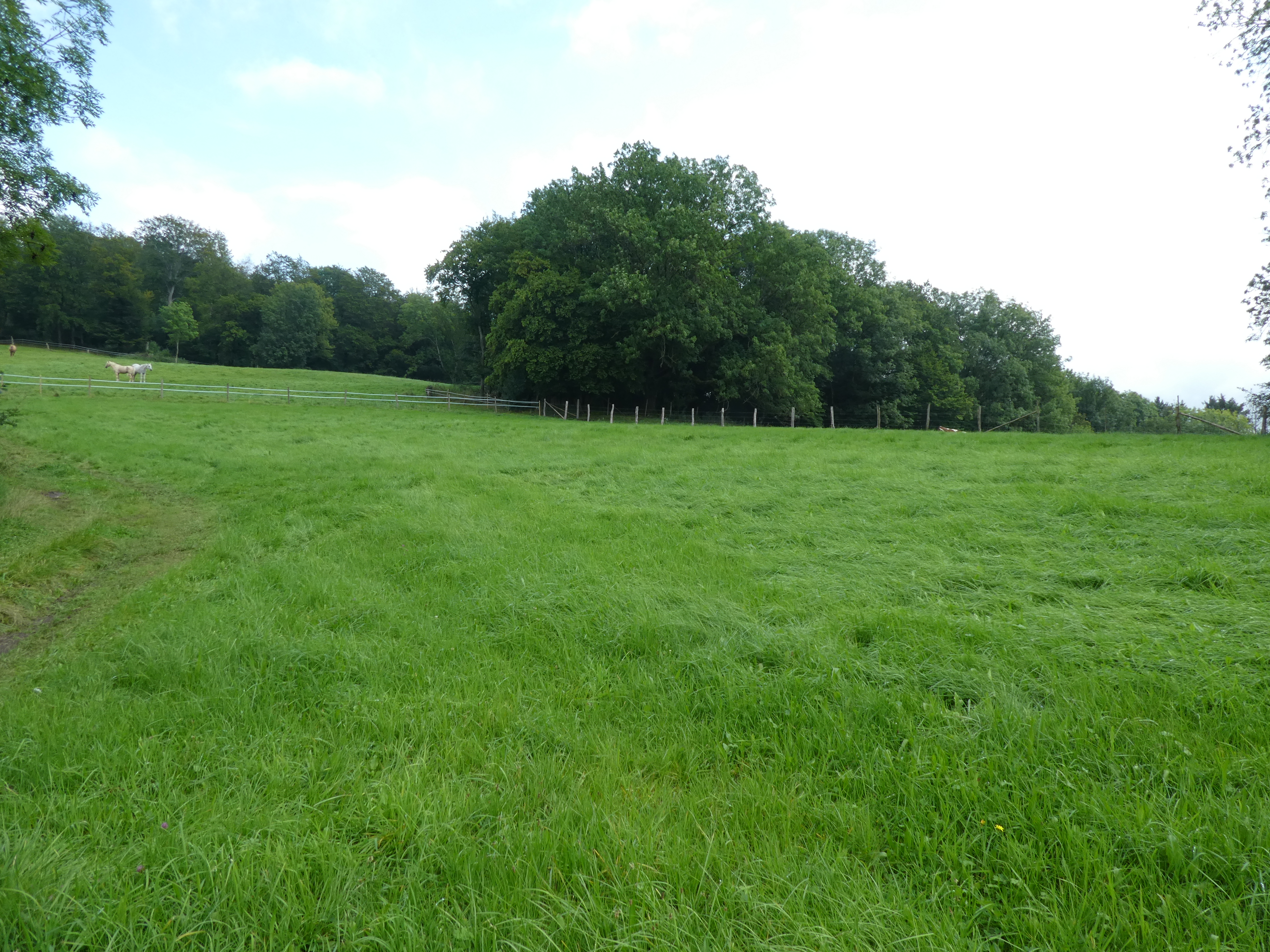
Weide

Das Naturschutzgebiet Im Sümpfel mit einer Größe von 11,4 ha liegt östlich Amecke bzw. nördlich vom Illingheim im Stadtgebiet von Sundern (Sauerland). Das Gebiet wurde 1993 mit dem Landschaftsplan Sundern durch den Hochsauerlandkreis erstmals als Naturschutzgebiet (NSG) mit einer Flächengröße von 11,7 ha ausgewiesen. Bei der Neuaufstellung des Landschaftsplaners Sundern 2019 wurde das NSG erneut ausgewiesen und verkleinert. Das NSG grenzt im Süden direkt an die Bebauung von Illingheim an. Im Norden und Westen grenzt das Landschaftsschutzgebiet Ortsrandlagen und landwirtschaftliche Vorrangflächen im Landschaftsraum zwischen Amecke, Bruchhausen, Allendorf und Stockum an und im Nordosten und Osten das Landschaftsschutzgebiet Sundern.

## Beschreibung
Beim NSG handelt es sich um den flachgründigen Kalkstein-Bergrücken Sümpfel, welcher mit struktur- und artenreichen Laubwald bewachsen ist. Im Gebiet gibt es kleinere ehemalige Steinbrüche. Der Landschaftsplan führt zum Naturschutzgebiet aus:

„Ein altholzreicher Waldmeister-Buchenwald zeigt sich im Nordosten und Südwesten von sekundären, durch Niederwaldnutzung entstandenen artenreichen Eichen-Hainbuchenwäldern (z. T. mit Überhältern) umgeben, am nordwestlich exponierten Blockschutthang ist kleinflächig ein lindenreicher Schluchtwald mit großem Silberblatt-Bestand ausgeprägt. In der meist üppigen artenreichen Krautschicht aller Laubmischwälder fallen zahlreiche, regional seltene Kalkpflanzen auf.“

Laut Beschreibung im Fachinformationssystem des Landesamtes für Natur, Umwelt und Verbraucherschutz Nordrhein-Westfalen kommt im NSG der Rotmilan vor. Im NSG gibt es die Illingheimer Höhle.

## Illingheimer Höhle
Der Eingang der Illingheimer Höhle wurde 1851 bei Arbeiten in einen kleinen Steinbruch freigelegt. 1855 erschienen zwei Artikel und 1871 ein Artikel in Zeitschriften, welche die Höhle in Berichten zu Höhlen im Sauerland beschreiben. Nach 1871 wird in der Literatur mehrfach erwähnt, dass die Illingheimer Höhle verstürzt sei. Zwischen 1975 und etwa 1990 gab es mehrfach Versuche die Höhle zu finden. Ab 2010 begannen erneute Versuche von Mitgliedern der Arbeitsgemeinschaft Höhle und Karst Sauerland/Hemer. Im Februar 2012 wurde bei einer Außentemperatur von minus 14 Grad eine 3 cm großer Bereich feuchter Erde am Boden eines ehemaligen Steinbruchs gefunden, während die Umgebung steinhart gefroren war. Man nahm an, dass dies von aufsteigender wärmerer Höhlenluft lag, da in Höhlen des Sauerlandes eine konstante Temperatur von 8 bis 9 Grad herrschst. Nachdem einige faustgroße Steine beiseite geräumt wurde, setzte ein deutlich wahrnehmbarer warmer Luftstrom ein. Im Oktober 2012 wurden an sieben Tagen ein 4 × 7 m und 3 m tiefer Suchgraben angelegt, wobei der Höhleneingang gefunden wurde. Im April 2013 wurde ein 3 m hoher Schacht über dem Höhleneingang aus Brunnenringen bis auf Niveau der Steinbruchsohle gebaut und oben eine Stahltür zur Sicherung eingebaut. Anschließend wurde der Suchgraben bis auf den Sicherungsschacht wieder verfüllt. Vom Eingang führt eine schmale Spalte treppenartig schräg oder senkrecht in die Tiefe der Höhle. Das Ende der Höhle befindet sich 61 m unter dem Einstiegsniveau. Anfang 2015 betrug die Länge der Höhle 120 m, wobei der tiefste Punkt der Höhle mit Gesteinsschutt bedeckt ist. In der Höhle finden sich Tropfsteingebilde wie Knöpfensinter, großflächige Wandversinterungen und kleinere Sinterfahnen. Bei Untersuchungen wurden Knochen-Bruchstücke von eiszeitlichen Tieren gefunden.

## Schutzzweck
Laut Landschaftsplan erfolgte die Ausweisung zum:
- „Schutz, Erhaltung und Entwicklung eines, vielfältigen, überwiegend naturnah strukturierten Waldgebietes mit artenreicher Krautschicht auf regional seltenem Kalk-Standort und seiner Lebensgemeinschaften mit z. T. biogeographischer Bedeutung;“
- „Schutz und Erhalt eines Trittsteinbiotopes aus naturwissenschaftlichen, naturgeschichtlichen, erdgeschichtlichen und landeskundlichen Gründen.“
- „Das NSG dient auch der nachhaltigen Sicherung von Vorkommen seltener Tier- und Pflanzenarten.“[2]